# برونو دومون
برونو دومن (فرانسوی: Bruno Dumont‎؛ زادهٔ ۱۴ مارس ۱۹۵۸) کارگردان و فیلمنامه‌نویس فرانسوی است.

## فیلم‌شناسی
- زندگی مسیح (۱۹۹۷)
- اومانیته (۱۹۹۹)
- بیرون از شیطان (۲۰۰۱)
- بیست و نه نخل (۲۰۰۳)
- فلاندر (۲۰۰۶)
- هادویچ (۲۰۰۹)
- کامی کلودل ۱۹۱۵ (۲۰۱۳)
- کن‌کن کوچولو (۲۰۱۴)
- ما لوت (۲۰۱۶)
- ژنت: کودکی ژاندارک (۲۰۱۷)
- کوان‌کوان و ناانسان‌ها (۲۰۱۸)